# Осока норвежская
Осо́ка норве́жская (лат. Carex norvegica) — многолетнее травянистое растение, вид рода Осока (Carex) семейства Осоковые (Cyperaceae).

## Ботаническое описание
Желтовато-серое растение с коротким рыхло дерновинным корневищем и короткими побегами.
Стебли крепкие, прямые, почти гладкие, трёхгранные, наверху могут быть шероховатыми, 10—25 см высотой. Побеги окружены при основании короткими пурпурными, слабо килеватыми, безлистными влагалищами листьев.
Листья торчащие, жестковатые, (1,5)2,5—4 мм шириной, прямые или несколько серповидные, шероховатые, почти в половину короче стебля.
Соцветие из головчато скученных (иногда только нижний отставленный), густых колосков. Верхний колосок гинекандрический, редко тычиночный, яйцевидный, обратно- или продолговато-яйцевидный, 0,5—0,8 см длиной; остальные 2—3(4) — пестичные, почти сидячие (нижний на короткой шероховатой ножке), шаровидные или яйцевидные, (0,3)0,6—1,2 см длиной, 0,4—0,6 см шириной, могут быть многоцветковыми или немногоцветковыми, с яйцевидными или широкояйцевидными, островатыми или острыми, ржаво-бурыми или почти чёрными, с одноцветной или более светлой кверху шероховатой жилкой, по краю узко-белоперепончатыми чешуями короче мешочков, но почти одинаковой ширины с ними. Мешочки трёхгранные, бугорчато-зернистые, широкообратнояйцевидные или эллиптические, (2)2,2—2,5(2,8) мм длиной, отклонённые, зеленовато- или оливково-ржавые, позже буроватые, без жилок, гладкие, вверху по краям нередко шероховатые, иногда вверху с сосочками, книзу широко клиновидные, наверху округлённые, с коротко-двузубчатым, коротким, 0,3—0,4 мм длиной, прямым бурым или ржавым носиком. Рыльца 0,5—0,7 мм длиной. Нижний кроющий лист обычно без влагалища, линейный, короче соцветия, равен ему или немного (очень редко в 2—3 раза) длиннее, при основании обычно с черноватыми ушками.
Плод без карпофора, значительно короче и у́же мешочков. Плодоносит в июле—августе.
Число хромосом 2n=54, 56.
Вид описан из Норвегии.
Вид варьирует по характеру краёв мешочка в верхней части от явственно шероховато-шиповатых до гладких или с единичными шипиками.

## Распространение
Северная Европа: Исландия, северная и арктическая Скандинавия; Атлантическая Европа: крайний север Шотландии; Центральная Европа: Швейцарские Альпы; Арктическая часть России: Мурман, Канин, Тиманская тундра, восточная окраина Большеземельской тундры, Полярный Урал, низовья Енисея (Дудинка), низовья Лены (река Аякит), низовья Колымы, район Чаунской губы, Чукотский полуостров (заливы Литке и Лаврентия), долина реки Белой, притока Анадыря, низовья Пенжины; Европейская часть России: Кольский полуостров, север Карелии, восток Республики Коми, Северный и Средний Урал; Западная Сибирь: Кузнецкий Алатау, Алтай; Восточная Сибирь: бассейн верхнего течения Енисея, Саяны (Тункинский район), Верхоянский хребет, хребет Сунтар-Хаята, Яблоновый хребет; Дальний Восток: бассейн Зеи; Центральная Азия: Северная Монголия; Северная Америка: Баффинова Земля, Гудзонов залив, Юго-Западная и Восточная Гренландия, Лабрадор.
Растёт на сырых каменистых и луговых склонах, по берегам рек и ручьёв, в прибрежных кустарниках, редколесьях, по окраинам моховых болот, на сырых и заболоченных местах в кустарниково-моховой тундре; в высокогорьях, в верхней части лесного пояса, в арктических горных, реже равнинных тундрах.

## Систематика
В пределах вида выделяются два подвида:
- Carex norvegica subsp. norvegica — Осока Галлера, или Осока подражающая; Евразия, Северная Америка
- Carex norvegica subsp. pusteriana (Kalela) Chater — Восточные Альпы

## Хозяйственное значение
В тундре является одним из самых излюбленных весенних кормовых растений оленя.